# Seconda Lega ANF
La Seconda Lega della Association neuchâteloise de football (Seconda Lega ANF) è composta dalla stagione 2003-2004 da 1 gruppo di 12 squadre.

## Stagione 1998-99
| Pos. | Squadra                     | G  | V  | N | S  | GF | GF  | Diff. | Pt. | Qualificazione o retrocessione |
| ---- | --------------------------- | -- | -- | - | -- | -- | --- | ----- | --- | ------------------------------ |
| 1    | Cortaillod                  | 22 | 15 | 3 | 4  | 52 | 26  | 26    | 48  |                                |
| 2    | Deportivo La Chaux-de-Fonds | 22 | 12 | 9 | 1  | 45 | 16  | 29    | 45  |                                |
| 3    | Marin Sports                | 22 | 12 | 7 | 3  | 43 | 25  | 18    | 43  |                                |
| 4    | St. Blaise                  | 22 | 12 | 2 | 8  | 45 | 30  | 15    | 38  |                                |
| 5    | Le Locle                    | 22 | 10 | 4 | 8  | 53 | 32  | 21    | 34  |                                |
| 6    | Audax Friul                 | 22 | 9  | 5 | 8  | 42 | 31  | 11    | 32  |                                |
| 7    | Bole                        | 22 | 8  | 5 | 9  | 43 | 42  | 1     | 29  |                                |
| 8    | Fontainemelon               | 22 | 7  | 6 | 9  | 33 | 31  | 2     | 27  |                                |
| 9    | Serrieres II                | 22 | 6  | 8 | 8  | 25 | 26  | -1    | 26  |                                |
| 10   | Corcelles Cormondreche      | 22 | 6  | 6 | 10 | 22 | 37  | -15   | 24  |                                |
| 11   | Noiraigue                   | 22 | 6  | 2 | 13 | 24 | 45  | -21   | 20  |                                |
| 12   | Centre Portugais Neuchatel  | 22 | 0  | 1 | 21 | 12 | 106 | -94   | 1   | Retrocesso in Terza Lega       |

## Stagione 1999-00
| Pos. | Squadra                     | G  | V  | N  | S  | GF | GF | Diff. | Pt. | Qualificazione o retrocessione |
| ---- | --------------------------- | -- | -- | -- | -- | -- | -- | ----- | --- | ------------------------------ |
| 1    | Deportivo La Chaux-de-Fonds | 22 | 20 | 1  | 1  | 70 | 22 | 48    | 61  | Promozione                     |
| 2    | Marin Sports                | 22 | 11 | 6  | 5  | 38 | 19 | 19    | 39  | Promozione                     |
| 3    | St. Blaise                  | 22 | 10 | 7  | 5  | 34 | 23 | 11    | 37  |                                |
| 4    | Le Locle                    | 22 | 9  | 4  | 9  | 43 | 40 | 3     | 31  |                                |
| 5    | Serrieres II                | 22 | 8  | 6  | 8  | 34 | 39 | -5    | 30  |                                |
| 6    | Cortaillod                  | 22 | 7  | 6  | 9  | 41 | 35 | 6     | 27  |                                |
| 7    | Corcelles Cormondreche      | 22 | 7  | 6  | 9  | 26 | 32 | -6    | 27  |                                |
| 8    | Fontainemelon               | 22 | 7  | 5  | 10 | 35 | 52 | -17   | 26  |                                |
| 9    | Boudry                      | 22 | 5  | 10 | 7  | 42 | 41 | 1     | 25  |                                |
| 10   | St. Imier                   | 22 | 7  | 3  | 12 | 28 | 54 | -26   | 24  |                                |
| 11   | Audax Friul                 | 22 | 5  | 4  | 13 | 35 | 46 | -11   | 19  |                                |
| 12   | Bole                        | 22 | 5  | 4  | 13 | 23 | 46 | -23   | 19  | Retrocesso in Terza Lega       |